# Brautarholt
Brautarholt – miejscowość w południowo-zachodniej Islandii, w dolinie rzeki Þjórsá. Przebiega przez nią droga nr 30 łącząca drogę nr 1 z miejscowością Flúðir. Wchodzi w skład gminy Skeiða- og Gnúpverjahreppur, w regionie Suðurland. Na początku 2018 roku zamieszkiwało ją 70 osób.
W miejscowości znajduje się basen, sklep, dom kultury i kemping.